# Club Sol de América
Club Sol de América é uma agremiação esportiva do Paraguai, localizada no Barrio Obrero, em Assunção. Foi fundada a 22 de março de 1909 e atualmente participa da Primeira divisão do Campeonato Paraguaio.

## História
O time de futebol milita na Primeira Divisão do Paraguai, sendo uma das equipes que mais vezes participou da competição.
Após dois anos de ausência, venceu a Segunda Divisão em 2006. Conta com dois títulos de campeão nacional e participou de torneios internacionais oficiais.
O clube, também chamado de O Dançarino, logo no seu início, um ano depois de sua fundação, já participava do Torneio da Liga, quando o Libertad ganhou seu primeiro título, chegando em segundo o Atlántida Sport Club. Subiu em 1910 à Primeira Divisão, após ter conseguido o segundo lugar da nova categoria, a Segunda Divisão, atrás do time B do Nacional.
Em 1912 e 1913, já somava dois vice-campeonatos atrás de Olimpia e Cerro Porteño, o qual aparecia este ano e ganhava seu primeiro título.

## Títulos

### Nacionais
- Campeonato Paraguaio: 1986 e 1991
- Campeonato Paraguaio – Segunda Divisão: 1965, 1977 e 2006
- Torneio República: 1989

### Torneios amistosos
- x  Copa Internacional del Centenario (versus Argentino de Rosario): 2013

## Campanhas de destaque

### Torneios nacionais
- Campeonato Paraguaio: 1912, 1913, 1926, 1935, 1940, 1946, 1952, 1957, 1978, 1979, 1981 e 1988 (12 vezes vice-campeão)
- Campeonato Paraguaio – Segunda Divisão: 1910 (vice-campeão)

### Torneios internacionais
- Copa Libertadores da América: 1989 (eliminado nas quartas-de-final)
- Copa Sul-Americana: 2016 (eliminado nas oitavas-de-final)

## Estatísticas

### Dados gerais
- Melhor colocação na Primeira Divisão: 1º (campeão em 1986 e 1991)
- Pior colocação na Primeira Divisão: 10º (último colocado em 1964)
- Títulos conquistados em outros esportes: Basquete masculino (vários)

### Participações
|  | Participações em 2020 |

| Competição         | Competição                   | Temporadas              | Melhor campanha             | Estreia | Última | A | R |
| Paraguai           | Campeonato Paraguaio         | 101                     | Campeão (1986 e 1991)       | 1911    | 2020   |   | 3 |
| Paraguai           | Segunda Divisão              | 5                       | Campeão (1965, 1977 e 2006) | 1910    | 2006   | 4 | – |
|                    | Copa Libertadores da América | 6                       | Quartas-de-final (1989)     | 1979    | 1992   |   |   |
| Copa Sul-Americana | 5                            | Oitavas-de-final (2016) | 2016                        | 2020    |        |   |   |